# Kostel svaté Lucie (Tragó)
Kostel svaté Lucie, katalánsky Santa Llúcia de Tragó, je románská stavba v obci Peramola. Byl postaven v 11. století a restaurován v 80. letech 20. století.

## Popis
Chrámová loď má laločnaté zakončení s centrální apsidou a dvěma postranními. Je pokryta valenou klenbou vyztuženou oblouky, které spočívají na pilířích ve zdech. V centru každé apsidy je dvojité okno. Na západní straně je další okno se stejnými vlastnostmi. Přední dveře, obloukového tvaru, se otevírají na jih.
Zvonice se nachází na západním průčelí a byla pravděpodobně dodatečně přistavěna.
Je španělskou kulturní památkou lokálního významu.

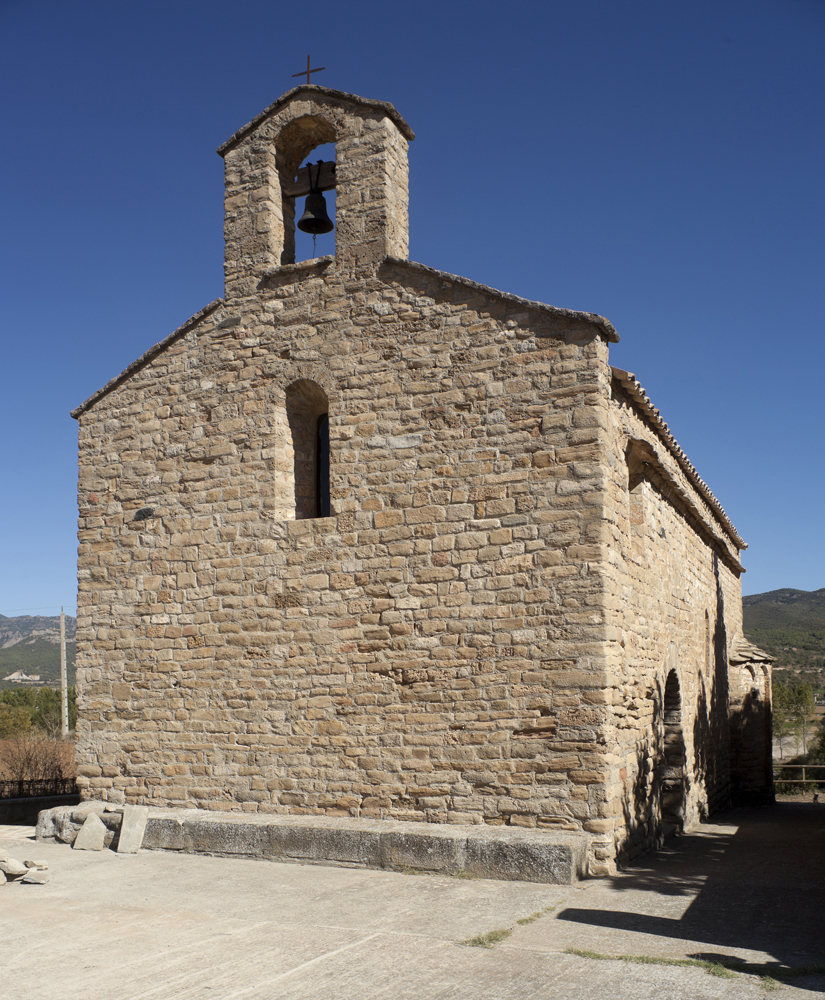
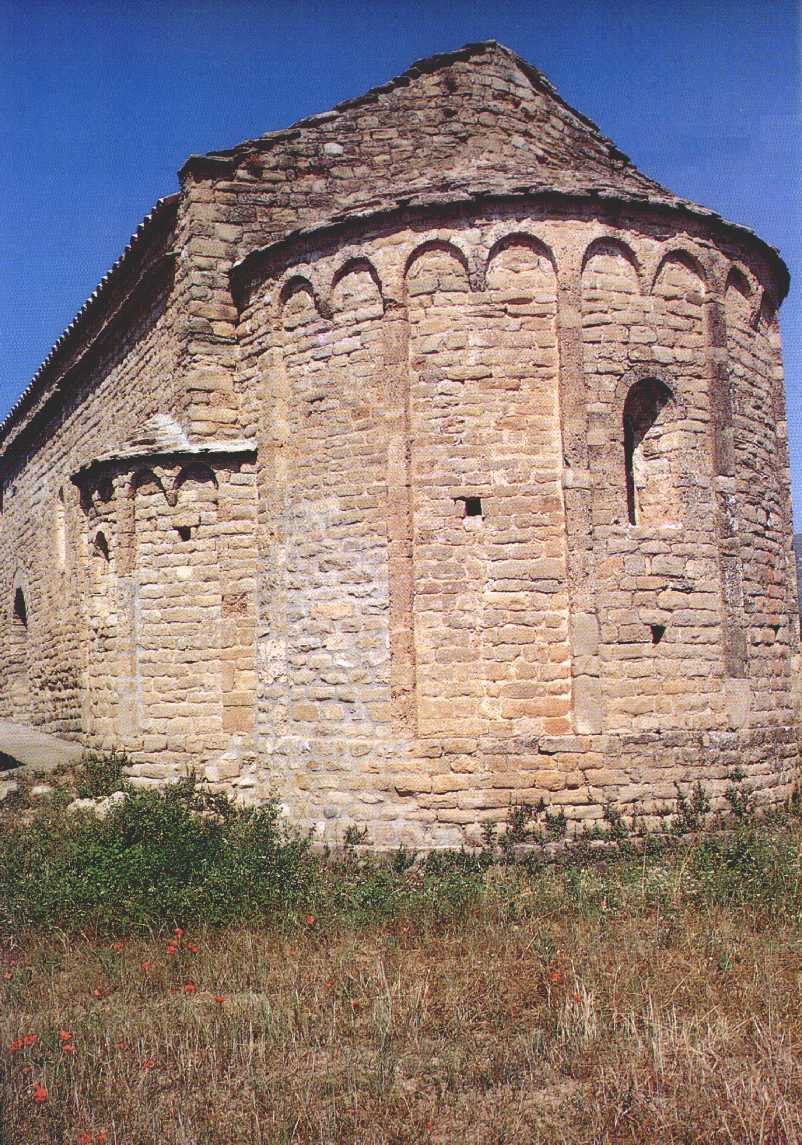